# Midtown Tower
Midtown Tower (яп. ミッドタウンタワー) — хмарочос в Токіо, Японія. Висота будинку 248.1 метрів і він є п'ятим за висотою будинком країни. В будинку 59 поверхів, з них 5 знаходяться під землею і 54 над землею. Будівництво було розпочато в 2004 році і завершено в січні 2007, а 31 березня того ж року відбулося офіційне відкриття. Проект будинку було розроблено архітектурним бюро Skidmore, Owings and Merrill у співпраці з Nikken Sekkei Ltd. Будівництвом займалися компанії Takenka і Taisei Corporation.
В будинку розташовані конференц-зали, медичний центр, виставковий зал. З 7 по 44 поверхах в ньому розташовані офіси великих компаній: Cisco Systems, японської філії Yahoo! та ін. З 45 по 53 поверхи займає готель Ritz-Carlton на 248 номерів.